# Royaume quiché

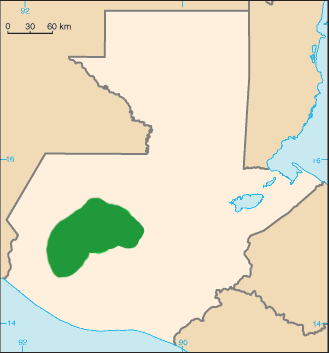
Emplacement approximatif du royaume quiché par rapport au Guatemala actuel.

Le royaume quiché est un ancien État maya dont la capitale était Q'umarkaj. Situé dans les hauts-plateaux du Guatemala, il a duré des débuts du XIIIe siècle à 1524.
Le pouvoir du royaume quiché est à son apogée pendant le règne de K'iq'ab, qui gouverne depuis le village fortifié de Q'umarkaj. Pendant son règne, les Quichés soumettent les autres peuples mayas, comme les Tzutujils, les Cakchiquels et les Mams (es), ainsi que le peuple nahua des Pipils. Il contrôlent alors une vaste partie des hauts-plateaux, la côte sud de Guatemala, ainsi que des zones du sud-est du Mexique. Ce royaume maya est au XVe siècle un des États les plus puissants de Mésoamérique de la période postclassique. En 1524, il est conquis par les forces alliées aux Espagnols, les Nahuas et les Cakchiquels, sous le commandement de Pedro de Alvarado.

## Sources historiques
L'histoire du royaume quiché est décrite dans un ensemble de documents de l'époque coloniale dans différentes langues indigènes comme le quiché classique et le cakchiquel, traduits ensuite en espagnol. Cet ensemble comprend des sources importantes comme le Popol Vuh et le Titre généalogique des seigneurs de Totonicapan qui contiennent à la fois de la mythologie, de l'histoire et des lignées.
On peut croiser ces informations avec les Annales des Kakchiquels (es) qui racontent l'histoire des Kakchiquels, vassaux puis ennemis des Quichés. Certains autres manuscrits comme les Titres de Sacapulas, de C'oyoi, de Nijaib et de Tam racontent l'histoire des Quichés depuis le point de vue des différentes lignées quiché. 
On dispose aussi de documents écrits par les conquistadors espagnols et les religieux, ainsi que de documents de l'administration coloniale.

## Histoire

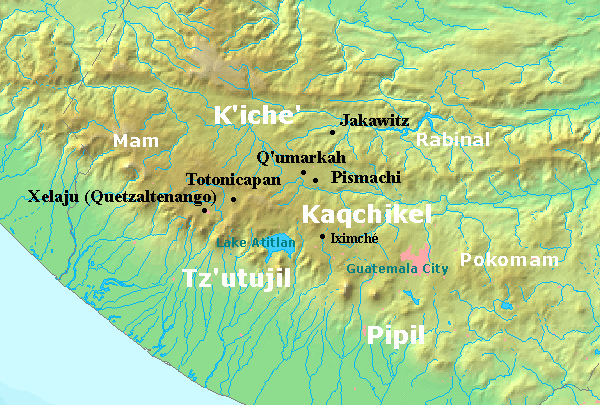
Carte du sud du Guatemala dans la période postclassique avec centres urbains (en noir) et groupes ethniques (en blanc).

### Origines
Bien que les Quichés soient arrivés sur les hauts-plateaux du Guatemala vers 600 avant J.-C., l'histoire documentée des Quichés commence autour de 1200 après J.-C. avec l'arrivée d'un peuple envahisseur depuis le golfe du Mexique qui pénètre dans les hautes terres en passant par le bassin du río de la Pasión. Dans les documents historiques, ces envahisseurs sont nommés les « ancêtres » des Quichés, puisqu'ils fondent les trois lignées dirigeantes du royaume Quiché.
Ces envahisseurs sont organisés en sept clans ou lignages : les trois lignages quichés (les Nima quiché, les Tam et les Ilok'ab), les ancêtres des peuples cakchiquel, rabinal, tz'utujil, et un septième lignage appelé « Tepew Yaqui ».
On ne sait pas grand chose sur l'origine ethnique de ce peuple d'envahisseurs. Des sources ethnohistoriques[Lesquelles ?] affirment qu'ils s'appelaient « Yaquis » et parlaient náhuatl, et qu'au début ils ne pouvaient pas communiquer avec les indigènes quichés qu'ils rencontrèrent quand ils arrivèrent sur les hauts-plateaux. Thompson pense qu'il s'agissait de commerçants putún (es), mais Carmack (es) affirme en 1968 qu'ils sont arrivés comme des conquérants, et qu'ils parlaient à la fois náhuatl et maya chontal (es), et qu'ils ont été influencés par la culture toltèque,. Les « ancêtres » des Quichés ont apporté avec eux leurs dieux tribaux, dont le dieu patron du peuple Quiché, le dieu du ciel Tohil.

### Fondation (de 1225 à 1400 environ)
Les « ancêtres » ont soumis les peuples indigènes des hauts-plateaux et fondé une capitale à Jakawitz dans la vallée de Chujuyup. Pendant cette période, les tribus cakchiquel, rabinal et tzutujil étaient alliées aux Quichés sous leur commandement. Les langues entre ces quatre peuples étaient fortement semblables, mais au fur et à mesure que les liens entre ces groupes se sont distendus, jusqu'à devenir des ennemis, les langues ont divergé pour devenir les différentes langues modernes.
Le peuple quiché lui-même se compose de trois lignées séparées, les Quichés Nima, les Tam et les Ilok'ab. Chaque lignage remplit une fonction différente : les Quichés Nima sont la classe dirigeante, les Tam sont probablement des marchands et le Ilok'ab des guerriers. Chaque lignage est à son tour divisé en sous-lignages qui ont chacun leur fonction propre :
- pour les Quichés Nima : les Quichés Ajaw, les Kaweq, les Nijaib et les Sakiq ;
- pour les Tam : les Ekoamak' et les Kakoj ;
- pour les Ilok'ab : les Siq'a et les Wanija.

Après avoir conquis le Jakawitz et s'y être installés sous Balam Kitze, les Quichés à présent dirigés par Tz'ikin s'étendent en territoire Rabinal et soumettent les Poqomam (en) avec l'aide des Cakchiquels. Ils se dirigent ensuite vers le sud pour fonder Pismachi où un grand centre rituel est construit.
À Pismachi, K'oqaib et K'onache règnent en même temps, mais des dissensions internes entre les différentes lignées apparaissent rapidement, et finalement les Ilok'abs quittent Pismachi et s'établissent dans une ville voisine nommée Mukwitz Chilok'ab.
Pendant le règne du ahpop K'otuja, les Ilok'abs se révoltent contre la domination de la lignée quiché Nima, mais subissent une défaite cuisante. K'otuja étend l'influence des Quichés et resserre le contrôle politique des peuples cakchiquel et tz'utujil mariant des membres de sa famille avec des membres de leurs lignées dirigeantes.

### Quq'kumatz et K'iq'ab (de 1400 à 1475 environ)

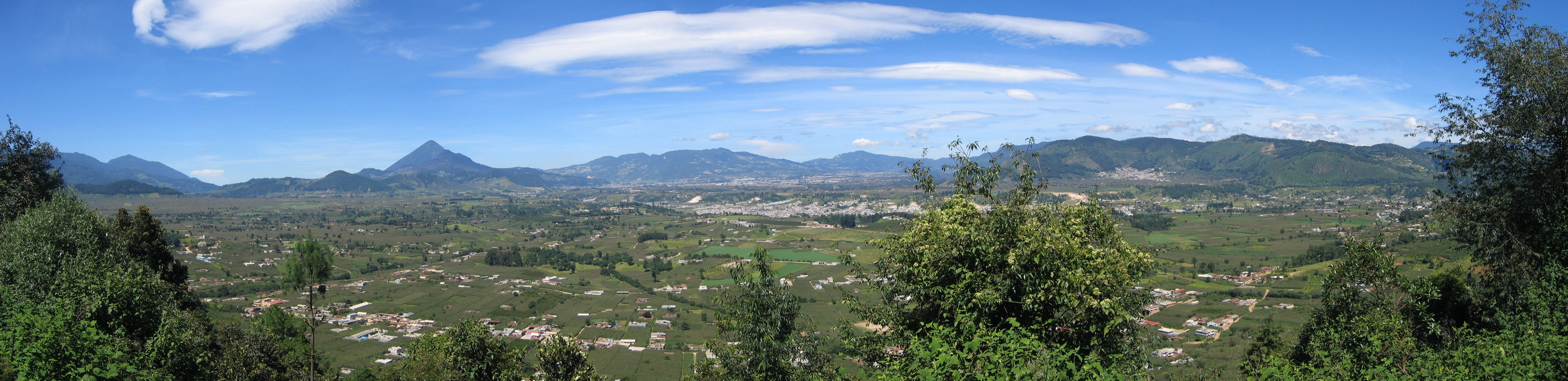
Les hauts-plateaux du Guatemala, siège du royaume quiché.

Sous le fils de K'otujas, Quq'kumatz , la lignée quiché Nima abandonne à son tour Pismachi et s'établit dans les environs, à Q'umarkaj, « lieu de la canne pourrie ». Quq'kumatz a la réputation de plus grand seigneur nahual des Quiché et est censé avoir été capable de se transformer en serpents, en aigles, en jaguars, et même en sang. Il pouvait, selon la légende, voler dans le ciel ou visiter le monde souterrain, Xibalba. Il a étendu de manière considérable le royaume quiché, d'abord depuis Pismachi et ensuite depuis Q'umarkaj. À cette époque, les Quichés sont étroitement alliés aux Cakchiquels.
Q'uq'umatz envoie sa fille épouser le seigneur des K'oja, un peuple maya établi dans la sierra de los Cuchumatanes, quelque part entre Sacapulas et Huehuetenango. Au lieu de l'épouser et de se soumettre à l'alliance Quiché-Cakchiquel, Tekum Sik'om, le roi K'oja, tue l'épouse offerte. Cet acte déclenche une guerre entre les Quichés-Cakchiquels et les K'oja. Q'uq'umatz meurt dans la bataille. L'armée menée par les Quichés entre dans K'oja à l'aube, tue Tekum Sik'om et capture son fils. K'iq'ab récupère les ossements de son père et revient à Q'umarkaj avec de nombreux prisonniers et tout le métal que les K'oja possédaient, après avoir conquis divers établissements humains dans la zone de Sacapulas, ainsi que les Mam près de Zaculeu.
Pendant le règne de K'iq'ab, qui est particulièrement guerrier, le royaume quiché s'étend jusqu'à comprendre Rabinal, Cobán et Quetzaltenango, à l'ouest jusqu'à la rivière Okos, au niveau de la frontière moderne entre la côte mexicaine du Chiapas et la côte pacifique du Guatemala. Avec l'aide des Cakchiquels, la frontière orientale du royaume a été repoussée jusqu'à la rivière Motagua et au sud jusqu'à Escuintla.
En 1470, une rébellion secoue Q'umarkaj, pendant une grande célébration qui rassemble des représentants des plus importants peuples des hauts-plateaux. Deux fils de K'iq'ab ainsi que certains de ses vassaux se rebellent contre leur roi, tuent de nombreux seigneurs de haut rang, des guerriers Cakchiquels et des membres de la lignée Kaweq. Les rebelles essayent de tuer K'iq'ab lui-même, mais il est défendu à Pakaman, dans les faubourgs de la ville, par ses fils qui lui sont restés loyaux. À l'issue de la rébellion, K'iq'ab est forcé de faire des concessions aux seigneurs Quichés rebelles.
Les seigneurs quichés, forts de leur nouveau pouvoir, se retournent contre leurs alliés cakchiquels, qui sont forcés de fuir Q'umarkaj et de fonder leur propre capitale à Iximche. Après la mort du roi K'iq'ab en 1475, les Quichés sont en guerre contre à la fois le Tz'utujils et les Cakchiquels.

## Organisation sociale
On estime qu'à la fin de la période postclassique, la région élargie de Q'umarkaj a une population d'environ 15 000 personnes.
Les habitants de Q'umarkaj se divisent socialement entre nobles et leurs sujets. Les nobles sont connus sous le nom de ajaw, tandis que leurs sujets sont les al k'ajol.
La noblesse descend par les mâles des fondateurs, les seigneurs de la guerre entrés en conquérants depuis la côte du Golfe du Mexique vers 1200 ap. J.-C. et qui ont fini par perdre leur propre langue et ont adopté celle de leurs sujets,. Les nobles sont considérés comme sacrés et portent des symboles royaux. Il existe vingt-quatre lignées importantes, ou nimja. Nimja signifie « grande maison » en quiché, une allusion aux complexes de palais occupés par ces lignées. Leurs occupations comprennent les négociations de mariage, les fêtes associées et les discours cérémoniels. Ces lignées sont strictement patrilinéaires et sont regroupées en quatre nimja plus vastes et plus puissants qui choisissent les dirigeants de la cité. Au moment de la conquête par les Espagnols, les quatre nimja dirigeants sont les Kaweq, les Nijaib, les Saqik et les Quichés Ajaw. Les Kaweq et les Nijai comprennent chacun neuf lignées principales, les Quichés Ajaw quatre et les Saqik deux. En plus de choisir le roi, la dynastie dirigeante Kaweq a également produit les puissants prêtres de Q'uq'umatz, qui ont peut-être servi comme intendants de la cité.
Leurs sujets servent de fantassins et sont soumis aux lois édictées par la noblesse, mais ils peuvent recevoir des titres militaires en récompense de leurs prouesses militaires. Les divisions sociales sont profondes et sont équivalentes à des castes strictement observées.
Les marchands forment une classe privilégiée, bien qu'ils doivent s'acquitter de l'impôt auprès de la noblesse. Par ailleurs, la population comprend des paysans et des artisans. Des esclaves sont à l'origine des criminels condamnés ou des prisonniers de guerre.